# Опухолевый антиген
Опухолевые антигены — это антигены, продуцируемые раковыми клетками и способные вызвать иммунный ответ организма. Эта способность делает опухолевые антигены важнейшим целевым объектом иммунотерапии рака. Кроме того, эти антигены являются одними из онкомаркеров, определяемых в диагностике рака.
В организме опухолевые антигены являются результатом измененного генома раковой клетки. Из-за этих изменений возникают чуждые организму продукты генов или даже белки, которые к примеру существуют только в эмбриональный период развития. Эти чужеродные продукты — опухолевые антигены — могут находиться в цитоплазме клетки или на её поверхности, а также и во внеклеточном пространстве.

## История открытия
Первый опухолевый антиген MAGEA1 (melanoma antigen family A, 1) был открыт Пьером ван дер Брюггеном и коллегами в Людвиг-институте исследований рака в Брюсселе в 1991 году.

С того времени было идентифицировано более 2000 различных опухолевых антигенов. Для лечения рака идеальным является антиген, продуцирующийся только самой раковой клеткой и находящийся внутри неё или на ней и в максимально большом количестве. Для целого ряда опухолевых антигенов были разработаны терапевтические моноклональные антитела.

## Примеры антигенов и разработанных моноклональных антител
- HER2/neu выделяется у приблизительно 20 % больных карциномой молочной железы. Антитело: Трастузумаб
- EGFR, выделяется в 80 % карцином толстой кишки. Антитело: Цетуксимаб
- VEGF, антиген метастазированной колоректальной карциномы. Антитело: Бевацизумаб
- CAMPATH 1-антиген, хронический лимфолейкоз. Антитело: Алемтузумаб
- HLA-DR, острый лимфобластный лейкоз, хронический лимфолейкоз, неходжкинские лимфомы. Антитело: аполизумаб.